# ×Euryangis
× Euryangis, (abreviado Eugs) en el comercio, es un híbrido intergenérico entre los géneros de orquídeas Aerangis × Eurychone. Fue publicado en Orchid Rev. 88(1042) cppo: 12 (1980).